# Boris Fiodorov
Boris Fiodorov –en ruso, Борис Фёдоров– (18 de mayo de 1931) es un deportista soviético que compitió en remo.
Ganó dos medallas en el Campeonato Mundial de Remo, en los años 1962 y 1966, y cinco medallas en el Campeonato Europeo de Remo entre los años 1953 y 1961.

## Palmarés internacional
| Campeonato Mundial | Campeonato Mundial     | Campeonato Mundial | Campeonato Mundial |
| Año                | Lugar                  | Medalla            | Prueba             |
| ------------------ | ---------------------- | ------------------ | ------------------ |
| 1962               | Lucerna (Suiza)        | Medalla de bronce  | Cuatro con timonel |
| 1966               | Bled (Yugoslavia)      | Medalla de bronce  | Dos sin timonel    |
| Campeonato Europeo |                        |                    |                    |
| Año                | Lugar                  | Medalla            | Prueba             |
| 1953               | Copenhague (Dinamarca) | Medalla de plata   | Cuatro con timonel |
| 1957               | Duisburgo (RFA)        | Medalla de plata   | Ocho con timonel   |
| 1958               | Poznań (Polonia)       | Medalla de bronce  | Ocho con timonel   |
| 1959               | Mâcon (Francia)        | Medalla de bronce  | Ocho con timonel   |
| 1961               | Praga (Checoslovaquia) | Medalla de plata   | Cuatro con timonel |